# Girl Friends
Girl Friends (ガールフレンズ?) es una serie de manga yuri creada por Milk Morinaga. Ha sido serializada bimestralmente por Futabasha en la revista Comic High! desde 2006. Se ha recopilado en 5 volúmenes.
De acuerdo con el epílogo de la autora en el primer volumen, la historia está basada es sus propias experiencias en la escuela secundaria (y en parte se basa en la escuela que asistió), pero con algunas actualizaciones, como la existencia de teléfonos móviles.

## Argumento
La historia gira en torno a Mari Kumakura, una chica callada y tímida, de quien lo único notable son sus buenas notas en los estudios. Por otro lado esta Akiko Oohashi, una chica osada y de gran carácter, la cual tiene como meta conocer a Mari y convertirse en su mejor amiga. Con la ayuda de Akiko, Mari rápidamente se convierte en una de las chicas más lindas del colegio y gran amiga de Akiko, Sugi y Tamami. El grupo se mete en toda clase de situaciones; chicos, dietas, moda, amigos y estudio.
Sin embargo, pronto Mari se da cuenta de que siente algo por Akko algo distinto a lo que pensaba.

## Personajes
Mariko Kumakura (熊倉 真理子 Kumakura Mariko?)
Mariko es la protagonista, y su sobrenombre es Mari. Ella es una persona tímida y educada, que siempre se sienta sola en el almuerzo y lee libros. Cuando Akko se convierte en su amiga, Mari empieza a cambiar y su personalidad se empieza a desarrollar. Recientemente se ha vuelto una persona menos tímida y más sociable, y ha conseguido un novio a pesar de sus sentimientos por Akko. En el Drama CD, su voz corre a cargo de la seiyū Mikoi Sasaki.
Akiko Oohashi (大橋 亜希子 Ōhashi Akiko?)
Akiko, conocida por sus amigas como Akko, es una chica segura y popular que se hace amiga de Mari al comienzo de la historia. Akko tiene muchos atributos de la típica chica adolescente, entre estos está saber de chicos, moda y dietas. Parece ser popular con los chicos a pesar de que no se muestra mucho de ella interactuando con ellos. Recientemente ha empezado a sentir algo por su mejor amiga Mari. En el Drama CD, su voz corre a cargo de la seiyū Aya Endō.
Satoko Sugiyama (杉山 里子 Sugiyama Satoko?)
Satoko es una chica sociable que consigue novios fácilmente y sale con todos al mismo tiempo. Le gusta ir a fiestas y tomar alcohol. Se ha mencionado que ha besado a Tamami en más de una ocasión, aunque estas sólo parecen ser muy buenas amigas. Usualmente es vista como la más promiscua y fiestera del grupo, y tiende a desvestirse cuando está ebria. En el Drama CD, su voz corre a cargo de la seiyū Yū Kobayashi.
Tamami Sekine (関根 珠実 Sekine Tamami?)
Tamami es una graciosa y tierna chica, y la mejor amiga de Satoko. Es una gran fan del manga, de lo cual habla la mayor parte del tiempo. Le gustan las discotecas, tomar alcohol, la comida y el manga. Le encanta el cosplay de sus mangas favoritos, lo que desespera a Satoko. Cuando el grupo original es separado en clases diferentes, Tamami y Satoko se alejan, aun al prometerse seguir en contacto y ser buenas amigas, pero con la ayuda de Mari y Akko, se vuelven a reunir y se sobreentiende que han permanecido como mejores amigas desde entonces. En el Dram CD, su voz corre a cargo de la seiyū Mika Kanai.

## Contenido de la obra

### Manga
Girl Friends se inició como una serie manga yuri creada por Milk Morinaga, que fue serializada en la revista Comic High!, de la editorial Futabasha. Su publicación en la revista fue desde 21 de octubre de 2006 al 21 de agosto de 2010. Desde 12 de noviembre de 2010, la serie se recopila en 5 tankōbons. El manga está editado en Taiwán por Sharp Point Press,, en Francia por Taifon Comics en España por Planeta Cómic y en México por Kamite.
| Volumen | Fecha de publicación en Japón | ISBN                   |
| ------- | ----------------------------- | ---------------------- |
| 1       | 12 de diciembre de 2007       | ISBN 978-4-575-83437-6 |
| 2       | 12 de noviembre de 2008       | ISBN 978-4-575-83547-2 |
| 3       | 12 de septiembre de 2009      | ISBN 978-4-575-83673-8 |
| 4       | 11 de junio de 2010           | ISBN 978-4-575-83780-3 |
| 5       | 12 de noviembre de 2010       | ISBN 978-4-575-83836-7 |

### Drama CD
Una adaptación en Drama CD, dirigida por Midori Shimazawa, vio la luz el 28 de enero de 2011, después de la venta anticipada en el Comic Market 79 de diciembre de 2010.